# Ilha Romana
Ilha Romana (em castelhano Cayo Romano) é uma ilha da costa Norte de Cuba que pertence administrativamente a municipalidade de Esmeralda, na província de Camagüey. É o maior cayo do Arquipélago dos Jardins do Rey com 777 km² e a terceira maior ilha do país.
É um popular destino turístico. Pelo sul a Baía de Jiguey a separa da ilha principal de Cuba, para o norte se encontra o arquipélago das Bahamas e o Oceano Atlântico, Cayo Coco se encontra ao noroeste e Cayo Guajaba ao sudeste.